# 이봉규 (1958년)
이봉규(李鳳奎, 1958년 3월 17일 ~ )는 대한민국의 전직 기자출신 시사평론가이자 대학 교수, 방송인이다. 유튜브 채널을 운영하면서 태극기 집회 세력과 입장을 같이 하는 내용을 전달하고있다. 21대 총선 이후 자유보수 성향의 페이스북 유저를 미국의 샌프란시스코 유력 언론으로 소개하면서 "문재인 정부가 부정선거로 압승하여 연방제 개헌을 할려고 한다"는 내용을 전하였다.

## 학력
- 고베국제대학교 경제학 학사
- 조지워싱턴대학교 대학원 정치학 석사
- 한국외국어대학교 대학원 정치학 박사

## 출연작
- TV조선 정치 옥타곤
- TV조선 강적들
- 황금펀치

## 저서
- 《세상을 이끄는 13인의 생존전략》
- 《리더십은 타고나는가, 만들어지는가?》
- 남자의 독립 (프롬북스)